# Dehnow Alīgar
Dehnow Alīgar (persiska: دِه نُو, دهنو اليگر) är en ort i Iran.   Den ligger i provinsen Lorestan, i den centrala delen av landet, 300 km sydväst om huvudstaden Teheran. Dehnow Alīgar ligger 2 258 meter över havet och antalet invånare är 166.
Terrängen runt Dehnow Alīgar är kuperad åt sydväst, men åt nordost är den platt.Runt Dehnow Alīgar är det ganska glesbefolkat, med 29 invånare per kvadratkilometer. Närmaste större samhälle är Cheshmeh Par, 3,6 km öster om Dehnow Alīgar. Trakten runt Dehnow Alīgar består i huvudsak av gräsmarker.